# پیکد جکس
پیکد جکس (به انگلیسی: Piqued Jacks) گروه موسیقی ایتالیایی است.
آن‌ها نماینده سان مارینو در یوروویژن ۲۰۲۳ بودند.